# Pedro Passos Coelho

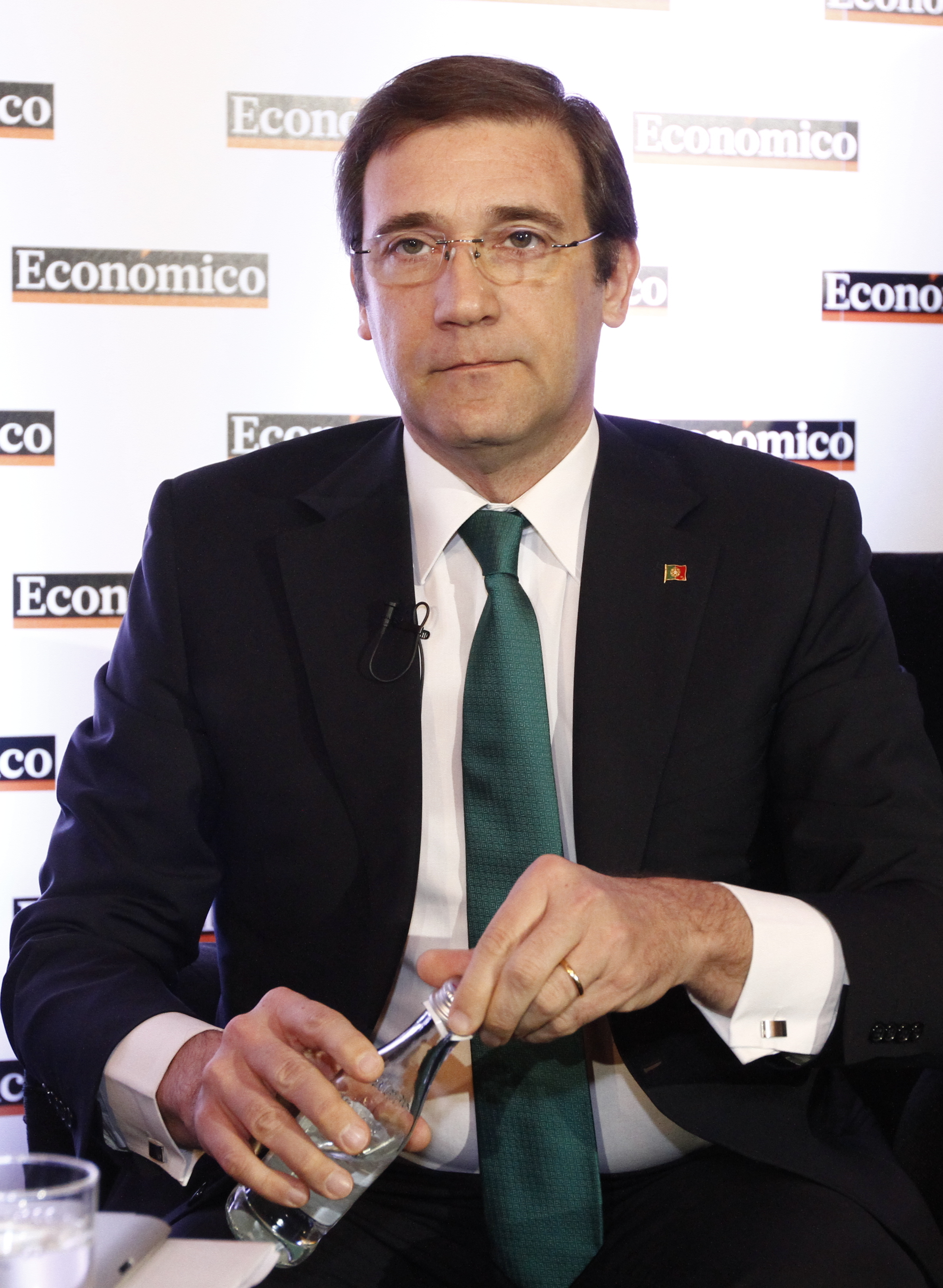
Pedro Passos Coelho (April 2014)

Pedro Manuel Mamede Passos Coelho [ˈpeðɾu mɐnuˈɛɫ ˈpasuʃ kuˈeʎu] (* 24. Juli 1964 in Coimbra) ist ein portugiesischer Manager und Politiker. Er war von 2010 bis 2018 Vorsitzender der liberal-konservativen Partido Social Democrata (PSD) und in den Jahren 2011 bis 2015 Premierminister von Portugal.

## Leben
Passos Coelho verbrachte seine Kindheit in der damaligen portugiesischen Kolonie Angola, wo sein Vater als Arzt tätig war. Er kehrte mit seinen Eltern nach der Nelkenrevolution nach Portugal zurück. Die Familie wohnte in  Vale de Nogueiras und er ging im nahen Vila Real auf das Gymnasium Liceu Nacional Camilo Castelo-Branco. Mit vierzehn Jahren trat er 1978 der sozialdemokratischen Jugend bei; später war er Mitglied im Führungsgremium der Partei. Von 1991 bis 1999 war er Abgeordneter der Nationalversammlung und vertrat Portugal in der Parlamentarischen Versammlung der NATO von 1991 bis 1995. Passos Coelho war Vizepräsident der PSD-Fraktion von 1996 bis 1999.
Mit 37 Jahren schloss er 2001 ein Studium der Wirtschaftswissenschaften an der Universität Lusíada in Lissabon ab. Nach verschiedenen beruflichen Tätigkeiten als Firmenberater begann er ab 2004 als Finanzmanager bei dem Unternehmen Fomentinvest, stieg dann (2007–2009) in die Geschäftsführung auf und war bis 2009 Vorstandsvorsitzender der Tochtergesellschaften Ribtejo und HLC Tejo. Am Instituto Superior de Ciências Educativas („Hochschule für Bildungswissenschaften“) in Lissabon lehrte er daneben in den Fächern Angewandte Wirtschaft, Fremdenverkehr und Wirtschaft.
Passos Coelho war auch im Jahr 2001 Mitbegründer der Bewegung Thinking Portugal, zusammen mit Paulo Teixeira Pinto, Vasco Rato, Teresa Coelho Leal, Miguel Freitas da Costa, Luis Coimbra und Carlos Blanco de Morais. Von 2005 bis 2011 war Passos Coelho Vorsitzender des Stadtrats von Vila Real in Nordportugal. Zeitweilig war er Gemeinderat in Amadora.
Mit einem programmatischen Beitrag zu einer neoliberalen Orientierung des PSD bewarb er sich im Mai 2008 erstmals bei der Wahl eines Präsidenten des PSD. Er unterlag damals gegen Manuela Ferreira Leite und gründete anschließend mit einer Gruppe Gleichgesinnter eine Denkfabrik mit dem Namen Construir Ideias (deutsch: Ideen entwickeln).

### Parlamentswahl 2011
Bei der Parlamentswahl in Portugal 2011 war er für seine Partei Kandidat für das Amt des Regierungschefs. Nach der Wahl wurde er von Staatspräsident Cavaco Silva mit der Bildung einer Regierung der „Mehrheit im Parlament“ beauftragt. Am 15. Juni 2011 wurde er zum Ministerpräsidenten Portugals ernannt. Die Regierung wurde in einer Koalition gebildet aus Abgeordneten des PSD und des CDS-PP.

### Parlamentswahl 2015
Bei der Parlamentswahl in Portugal 2015 verlor die Regierung unter Premierminister Passos Coelho die absolute Mehrheit und kam nur auf 107 von 230 möglichen Mandaten. Dennoch beauftragte ihn Staatspräsident Aníbal Cavaco Silva mit der Bildung einer Minderheitsregierung. Diese scheiterte elf Tage nach ihrer Vereidigung am 10. November 2015 durch die Ablehnung des Regierungsprogramms im Parlament. Mit Sozialisten, Kommunisten und dem marxistischen Linksblock stimmten insgesamt 123 von 230 Abgeordneten gegen Passos Coelhos Sparprogramm. Ab diesem Zeitpunkt war Passos Coelho noch geschäftsführend im Amt, bis am 26. November 2015 die Regierung seines Nachfolgers António Costa vereidigt wurde.

### Familie
Passos Coelho ist zum zweiten Mal verheiratet. Mit seiner ersten Frau Fátima Padinha, einer der vier Sängerinnen der Gruppe Doce, hat er zwei Töchter, Joana und Catarina. In seiner zweiten Ehe ist er mit der aus Guinea-Bissau stammenden Physiotherapeutin Laura Maria Garcês Ferreira verheiratet und hat eine weitere Tochter.